# Неке ствари и остало (представа)
Неке ствари и остало је позоришна представа коју је режирала Ивона Шијаковић на основу драмског дела Наташе Дракулић.
Представа је реализована у продукцији позоришта ДАДОВ, као 165. премијера омладинског позоришта.
Премијерно приказивање било је 14. фебруара 2003.
Плакат представе је урадио Васа Жежељ, шминку Зорана Радошевић а избор музике Ивона Шијаковић.

## Улоге
| Лица   | Глумци            |
| ------ | ----------------- |
| Милева | Тања Петровић     |
| Алекса | Дејан Младеновић  |
| Сања   | Ивана Вукосављев  |
| Цока   | Јелена Велковски  |
| Јован  | Милан Обрадовић   |
| Рале   | Небојша Ђорђевић  |
| Ивана  | Сара Аврамовски   |
|        | Сергеј Трифуновић |